# Bishop's Itchington
Bishop's Itchington est un village et une paroisse civile du Warwickshire, en Angleterre. Il est situé dans le sud du comté, à une dizaine de kilomètres au sud-est de la ville de Royal Leamington Spa, sur la rivière Itchen (en). Administrativement, il relève du district de Stratford-on-Avon. Au recensement de 2011, il comptait 2 082 habitants.

## Étymologie
Itchington provient du nom de la rivière Itchen (en), avec l'élément vieil-anglais tūn désignant une ferme. Il est attesté sous les formes Icetone et Icentone dans le Domesday Book, à la fin du XIe siècle. L'élément Bishop's, qui sert à distinguer ce village de la localité voisine de Long Itchington, indique qu'il a été la propriété de l'évêque de Lichfield à un moment donné de son histoire.